# Strathcona (Minnesota)
Pour les articles homonymes, voir Strathcona.
La ville de Strathcona est située dans le comté de Roseau, dans l’État du Minnesota, aux États-Unis. Sa population s’élevait à 44 habitants lors du recensement de 2010.

## Source
- (en) Cet article est partiellement ou en totalité issu de l’article de Wikipédia en anglais intitulé « Strathcona, Minnesota » (voir la liste des auteurs).